# Видина
Видина (слч. Vidiná) насељено је мјесто са административним статусом сеоске општине (слч. obec) у округу Лучењец, у Банскобистричком крају, Словачка Република.

## Становништво
| Година:    | 1994. | 2004.   | 2014.   | 2024.   |
| ---------- | ----- | ------- | ------- | ------- |
| Број људи: | 1726  | 1851    | 1830    | 1704    |
| Разлика:   |       | +7,24 % | -1,13 % | -6,88 % |

| Година:    | 2023. | 2024.   |
| ---------- | ----- | ------- |
| Број људи: | 1702  | 1704    |
| Разлика:   |       | +0,11 % |

Према подацима о броју становника из 2011. године насеље је имало 1.857 становника.